# Корнино (Трапани)
Корнино је насеље у Италији у округу Трапани, региону Сицилија.
Према процени из 2011. у насељу је живело 298 становника. Насеље се налази на надморској висини од 7 м.